# 南蛮文化

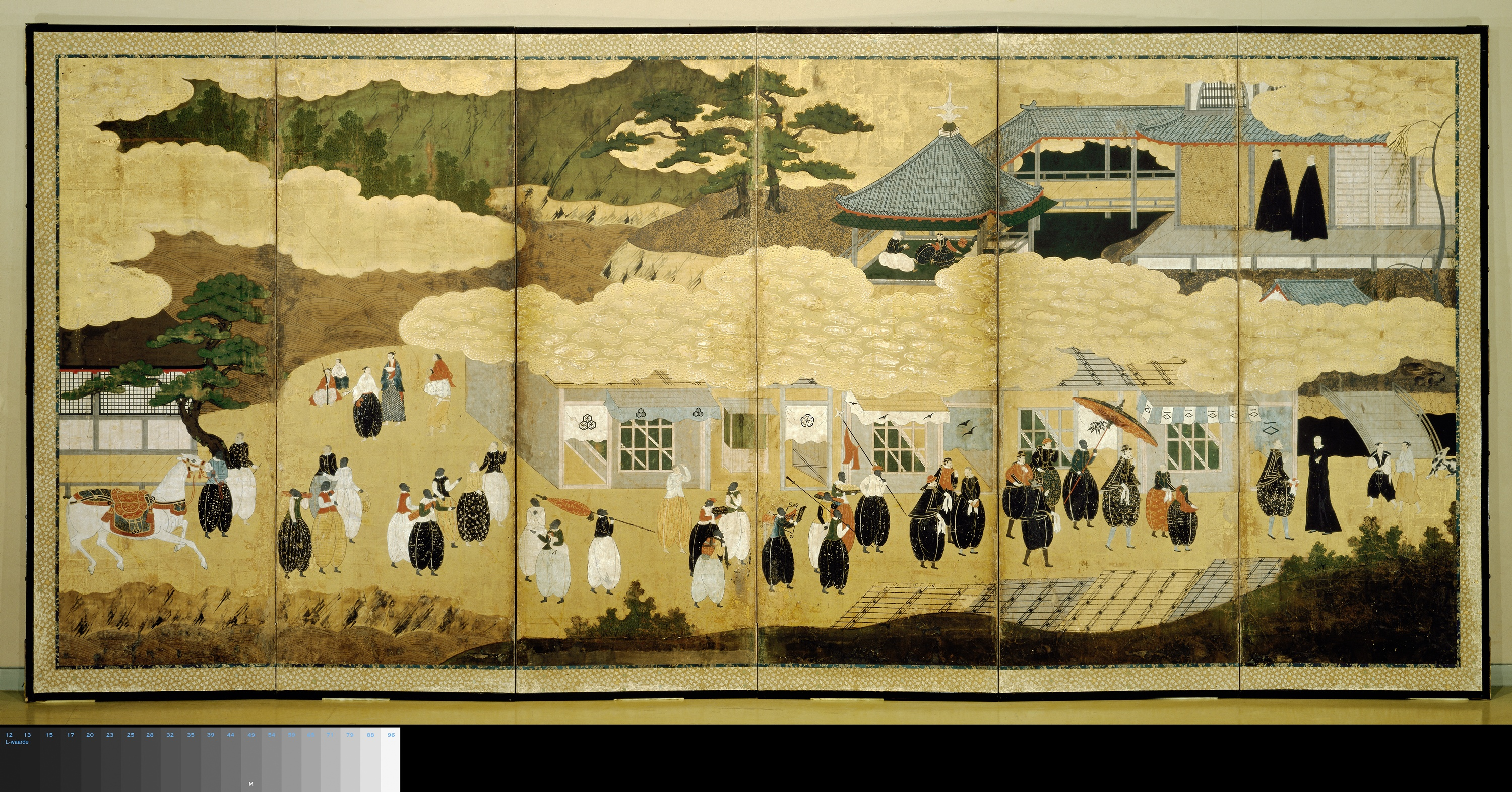
南蛮貿易

南蛮文化（なんばんぶんか）とは、戦国時代から安土桃山時代にかけての日本の文化である。この時期にさかんになった南蛮貿易と教師によるカトリック伝道にともなうヨーロッパ文化の受容をさしており、歴史上、西洋人と日本人との最初の接近によって生まれた文化である。世界史的には大航海時代に属し、いわゆる「世界の一体化」における歴史事象の一部をなしている。
なお、南蛮人とは中国語の「南蛮」に由来しており、主としてポルトガル人とスペイン人（イスパニア人）のことを指す。ともに、東南アジアを経由して日本・東アジアに渡来したことにもとづいている。

## 宣教師の活動

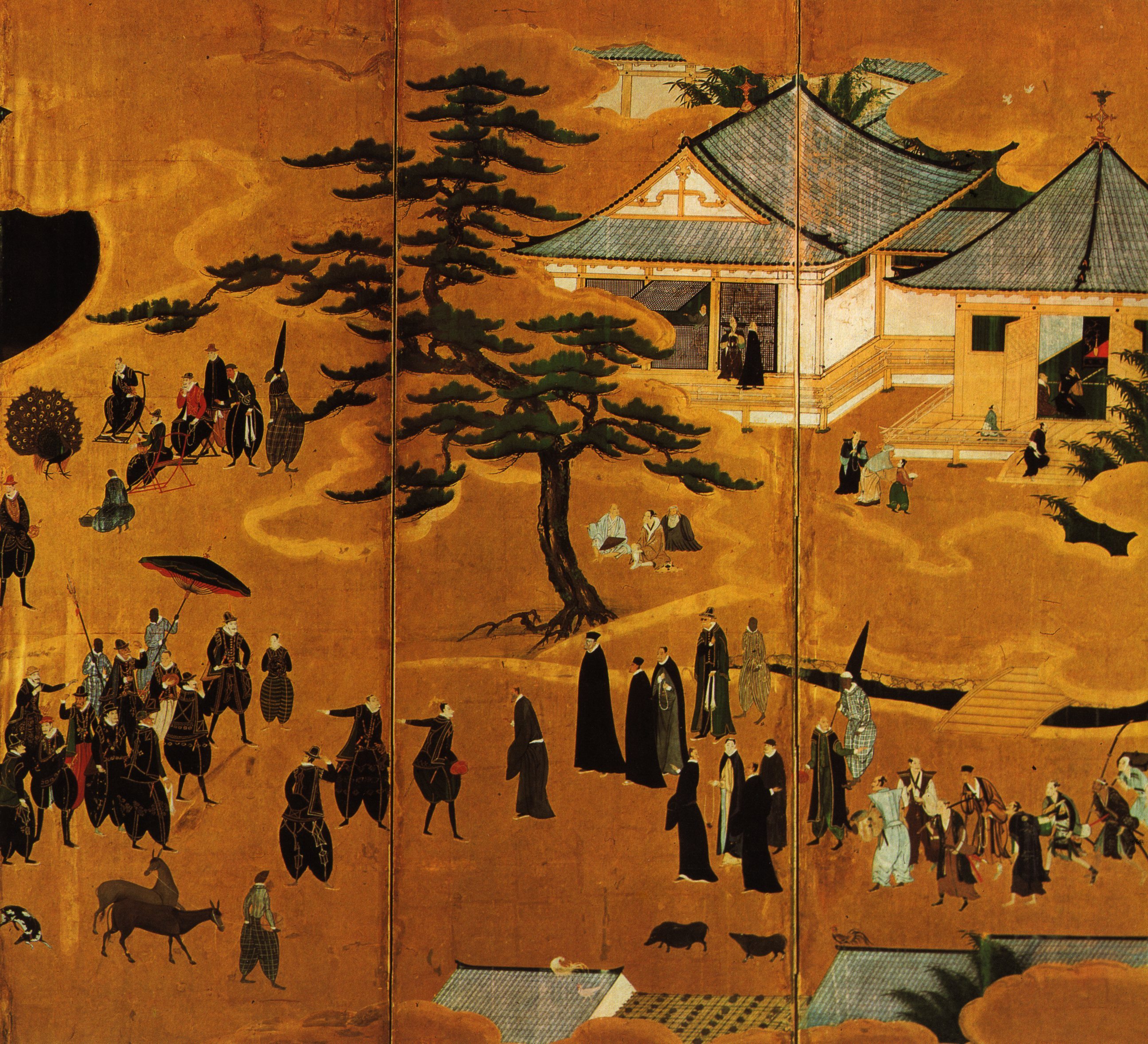
「南蛮屏風」より南蛮寺のようす

天文18年（1549年）、キリスト教の布教のため薩摩国鹿児島をおとずれたイエズス会の宣教師フランシスコ・ザビエルは、肥前国平戸を経て周防国山口をおとずれ、そこで中国地方の戦国大名大内義隆に時計・眼鏡・火縄銃・葡萄酒・オルゴールを贈呈している。
ザビエル以降、ガスパル・ヴィレラ、ルイス・フロイス、ニェッキ・ソルディ・オルガンティノ、アレッサンドロ・ヴァリニャーノ、ルイス・デ・アルメイダ、ガスパール・コエリョ（以上イエズス会）、ジェロニモ・デ・ジェズス、ルイス・ソテロ（以上フランシスコ会）など、多くのカトリック宣教師による布教が活発化した。オルガンティノは永禄10年（1576年）、京都に教会堂として南蛮寺を建て、また安土には神学校（セミナリオ）を建てている。宣教師たちは、セミナリオやコレジオ（宣教師養成のための大学）で、神学・哲学・ラテン語・音楽・絵画を教授したほか、天文学や暦学、数学、地理学、航海術、医学（南蛮流外科）など実用的な知識を日本に伝えた。また、教会の典礼音楽としてグレゴリオ聖歌が歌われた。

## 風俗と生活文化

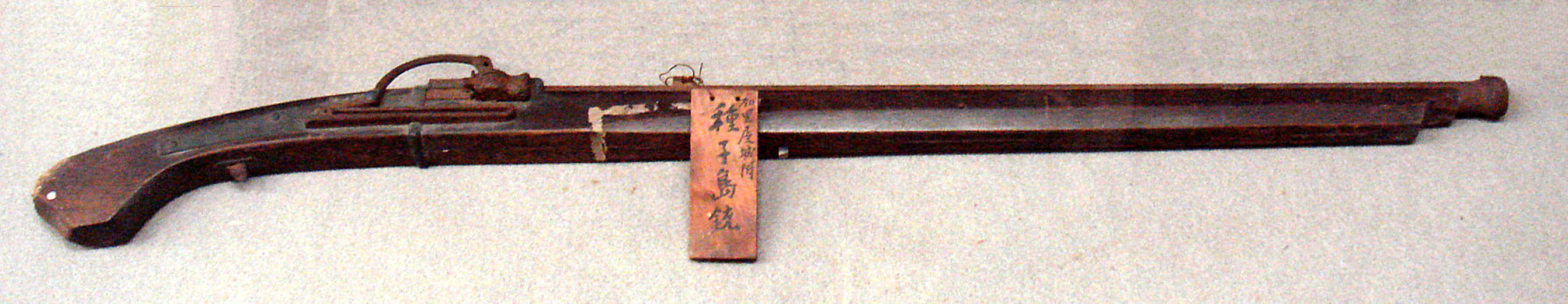
火縄銃（種子島）

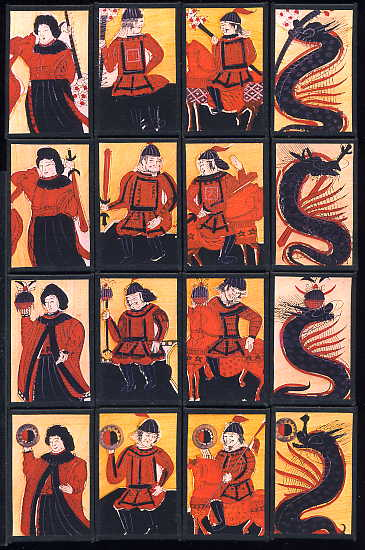
うんすんカルタ

宣教師の来日や南蛮貿易の隆盛にともない庶民のなかにも南蛮風の衣服を身につけるものが現れた。また、一神教の教義やヨーロッパにおける一夫一婦制、およびそれにもとづく倫理などは、多神教と汎神論に馴染みの深かったそれまでの日本人には強い衝撃をあたえた。
文物としては、鉄砲（火縄銃）、油絵、銅版画、地球儀、機械時計、眼鏡、西洋楽器（オルガン、クラヴォ、ヴィオラ）などがもたらされた。
いわゆる「コロンブス交換」により、新大陸起源のものももたらされた。特にアメリカ大陸から東南アジアを経てタバコがもたらされ、日本人のあいだに喫煙の習慣が広まった。
南蛮人・南蛮文化の渡来はまた、単に新しい科学的な道具や珍奇な物品・文物をもたらしただけではなく、従来の日本人の視野や精神になかった地域との遭遇でもあった。そして、古代以来の「インド・中国・日本」という三国をもととした世界観は打ち破られた。
衣食・医療のほか音楽などの面でも南蛮文化は意外なほど当時の日本に浸透しており、今日、最も日本的な文化のひとつとされる茶の湯も、当時にあっては多分に異国趣味の要素を含むものと見なされていた。南蛮文化そのものは江戸幕府の貿易・情報統制策（いわゆる「鎖国政策」）のために短命に終ったが、カルタやタバコはその後も広く普及し、パン、カステラ、カッパ、コンペイトウ、シャボン、ラシャ、ジュバン、メリヤスなどのポルトガル語も日常的に用いられ、現代の日本語にも単語として残っている。

## 学芸

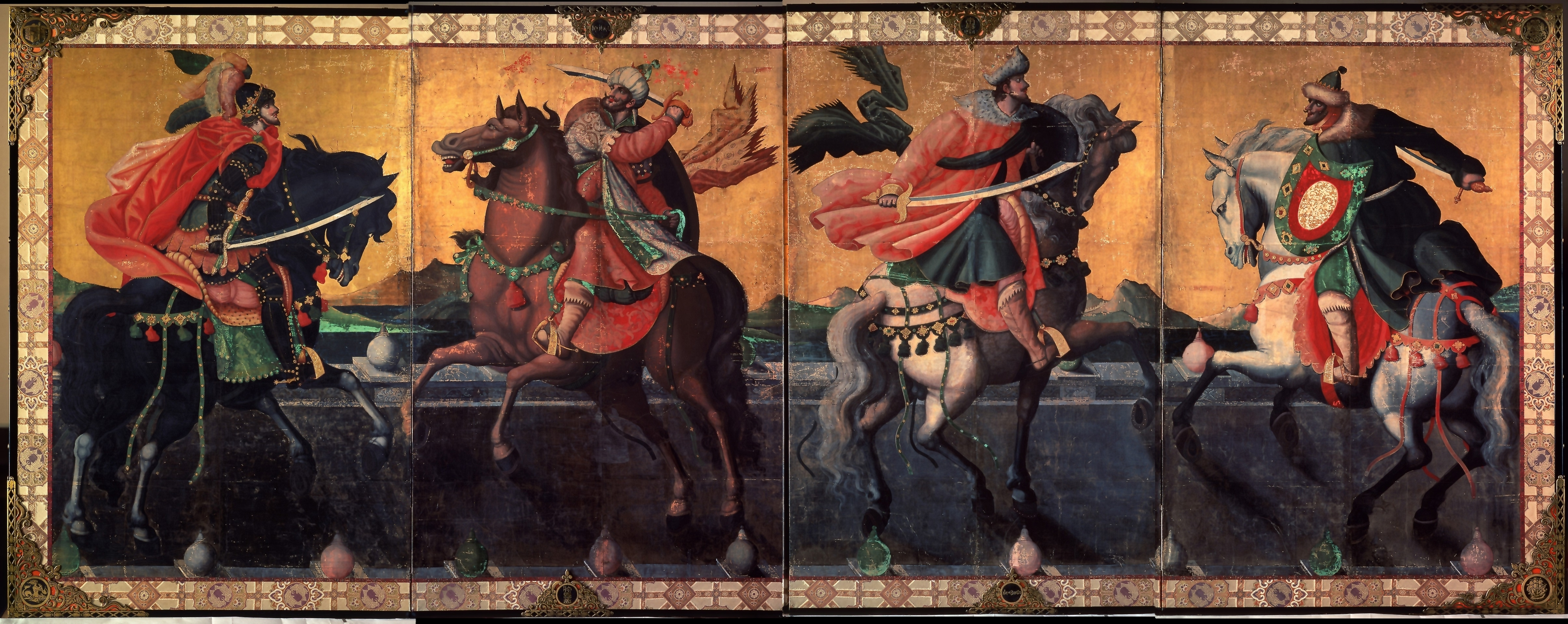
『泰西王侯騎馬図』

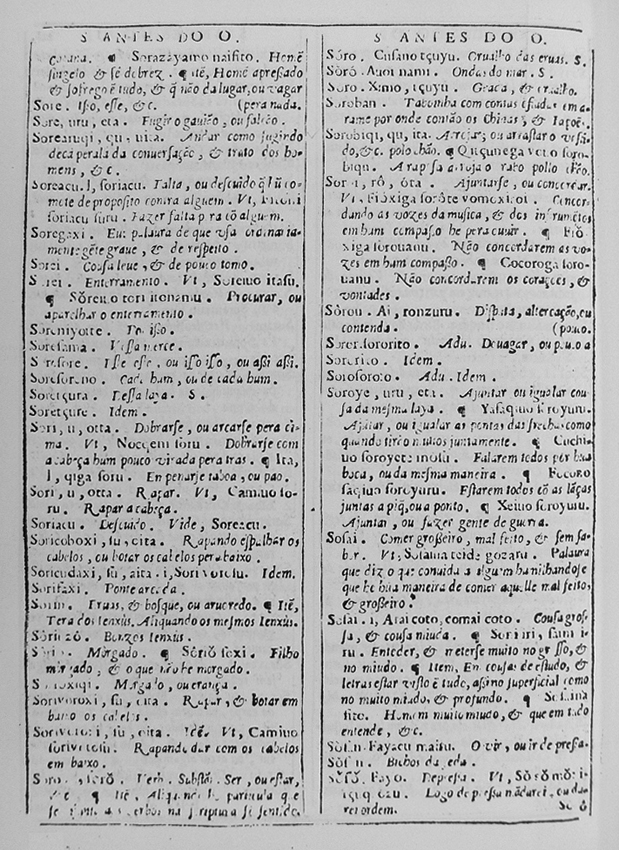
「日葡辞書」

天正13年（1585年）、天正遣欧使節は安土城の風景をえがいた狩野派の屏風絵をローマ教皇に贈呈した。やがて、日本人の手によって「南蛮屏風」も描かれた。南蛮屏風を描いた画家は多数におよび、狩野派の狩野内膳も南蛮屏風を描いている。南蛮屏風は、西洋画の影響を受けながらも基本的には日本の画法で描かれており、商人や宣教師にまじって黒人奴隷や虎、アラビア馬、洋犬、象なども描かれている。
「世界地図屏風」や『泰西王侯騎馬図』も広義には「南蛮屏風」の範疇に属するが、それに対し、日本人が日本画の材料を用い西洋の風俗画を模写した作品も知られており、なかでも『洋人奏楽図屏風』『四都図世界図』は有名である。
宣教師ルイス・デ・アルメイダは豊後国府内でハンセン病患者のための救療院や孤児院を設立し、これを機に南蛮医学が急速に広がった。この病院では、アルメイダ自身が西洋流の外科医療を行った一方、内科や薬は医学・薬学に通じた元僧侶の日本人キリシタンが担い、また、宣教師は聖水やロザリオ、祈祷文などを利用した、神学的・呪術的な医療を主力としていた。神学的・呪術的な医療は、当時の日本人が抱いた、病気治癒など現世利益への期待に副うものであり、宣教師は医師のみならず祈祷師、陰陽師の役割を兼ねていた。
金属製の活字による活版印刷術は、イエズス会の宣教師ヴァリニャーノによってもたらされ、印刷機も輸入されて、ローマ字によるキリスト教文学・宗教書の翻訳、日本語辞書・日本古典の出版などもおこなわれた。これがキリシタン版であり、出版された土地の名をとって天草版、加津佐版、長崎版などと呼ばれる。特に1592年の天草版『平家物語』や1593年の天草版『伊曽保物語（イソップ物語）』、1603年の長崎版『日葡辞書』などはポルトガル式ローマ字体で出版されたため、当時の日本語の音韻を忠実に記した貴重な資料となっており、国語学的見地からも価値が高い。ジョアン・ロドリゲスが1604年から1608年にかけて編纂した長崎版『日本大文典（Arte da lingoa de Iapam）』もまた東国方言などをも収載した貴重な資料である。宗教書には、キリスト教の教理問答を解説した1592年の天草版『ドチリナ・キリシタン』や勧善の教訓を漢字・ひらがなまじりの日本文で記した1599年の長崎版『ぎゃ・ど・ぺかどる（罪人を善に導くの儀也）』、『コンテムツス・ムンジ』などがある。
織田信長や豊臣秀吉と親しく交際し、その保護を受けて布教したルイス・フロイスは、編年体の『フロイス日本史』を著している。

## 関連画像

「南蛮屏風」（16～17世紀）
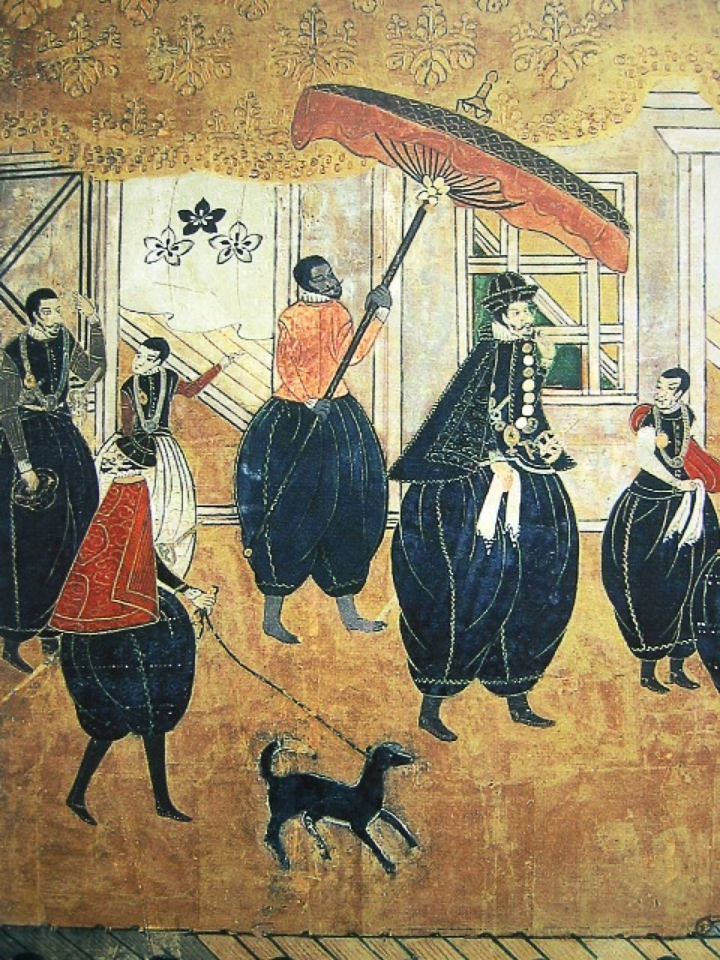
「南蛮屏風」（一部）。黒人もまじる南蛮人
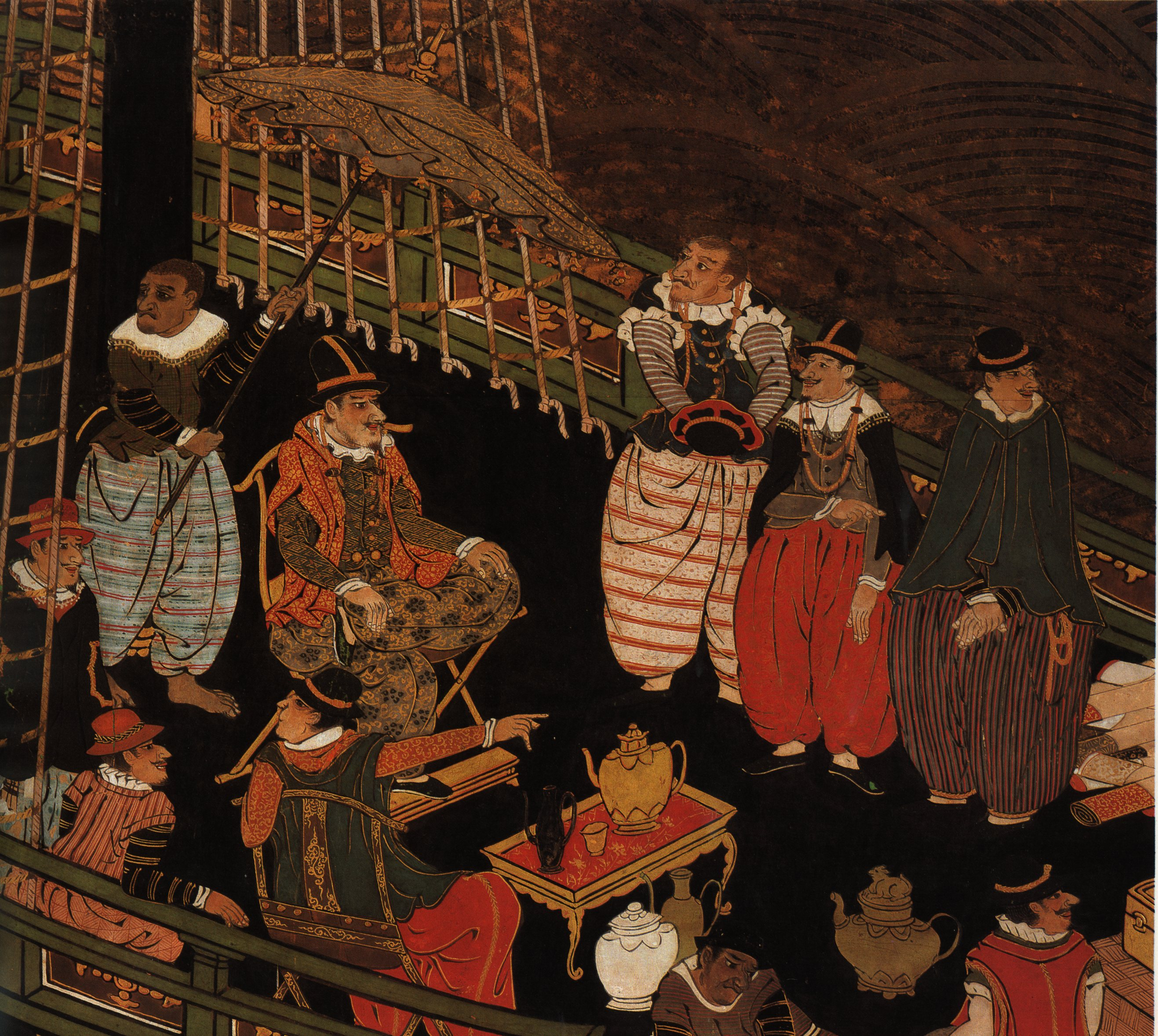
「南蛮屏風」（一部）。南蛮船と南蛮人
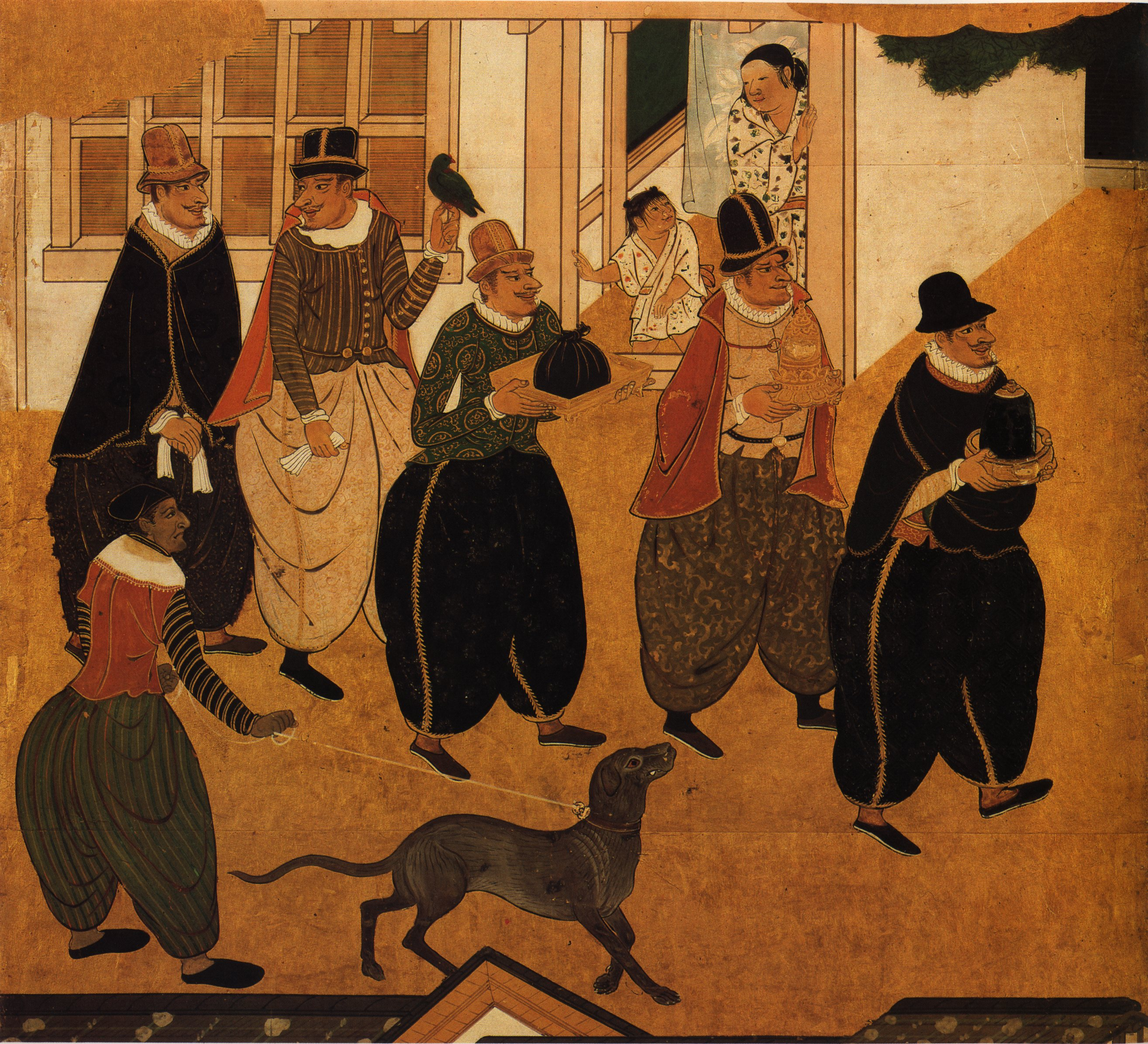
「南蛮屏風」（一部）。上陸したカピタンの行列
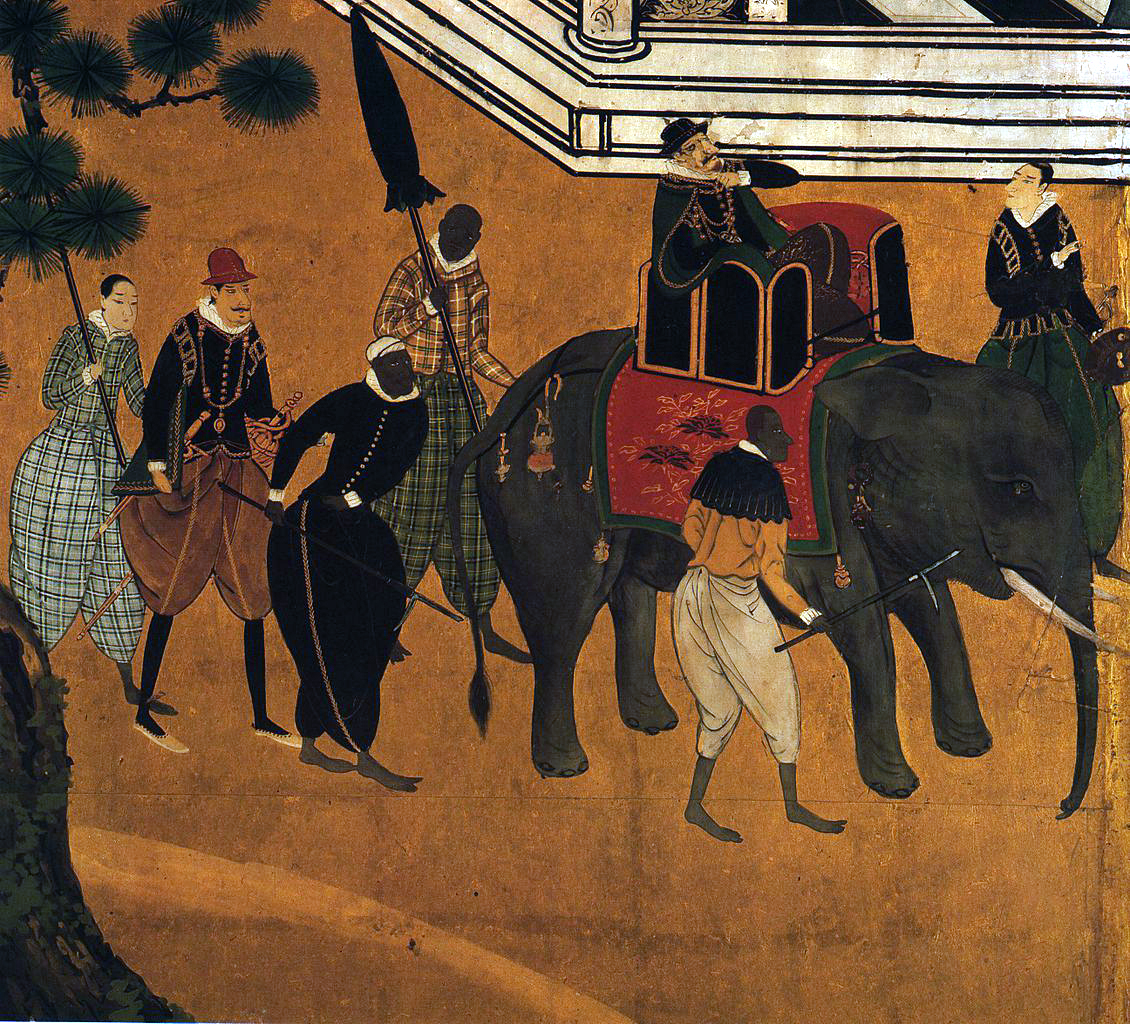
「南蛮屏風」（一部）。象に乗るカピタンと従者
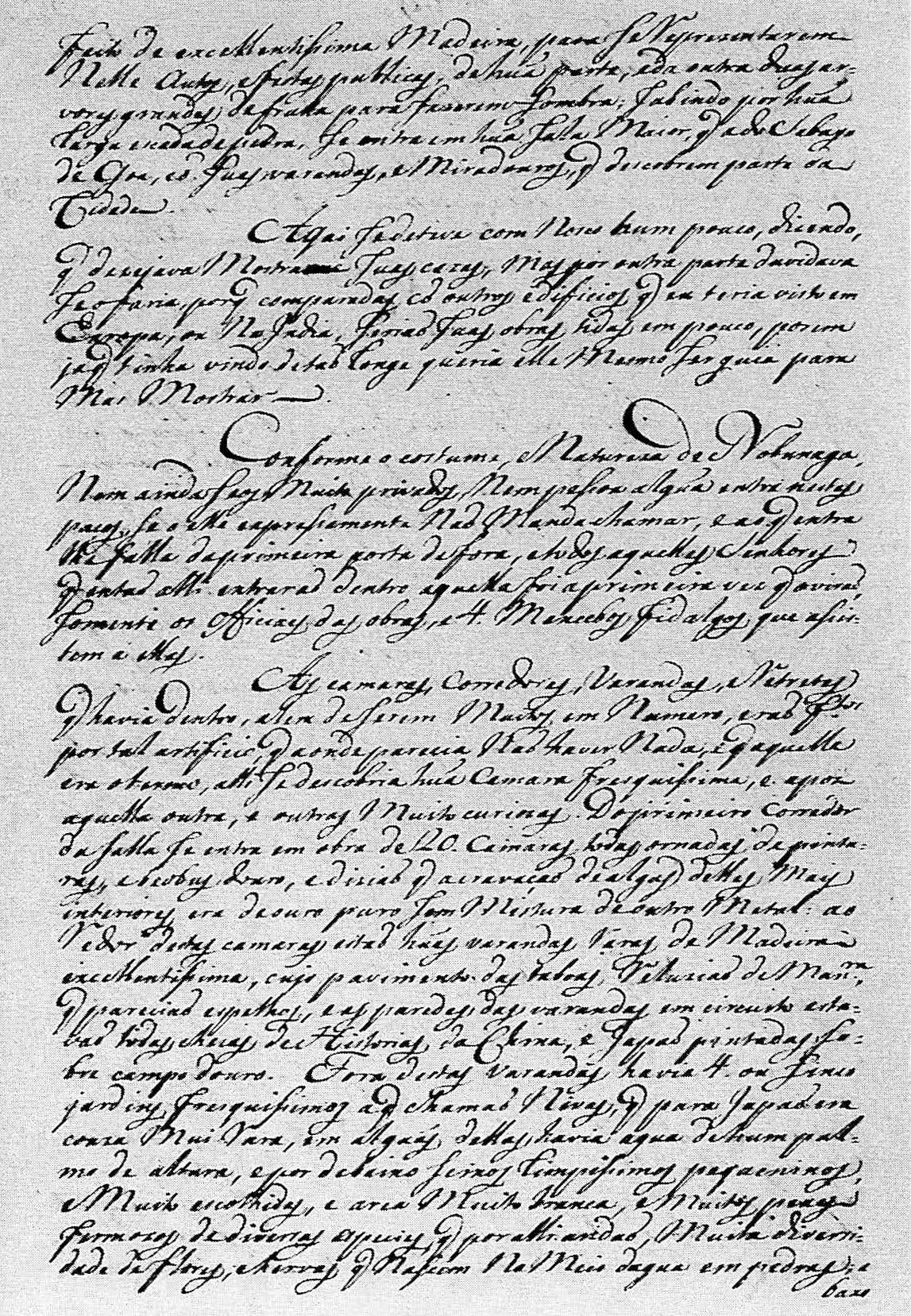
ルイス・フロイス『日本史』目次
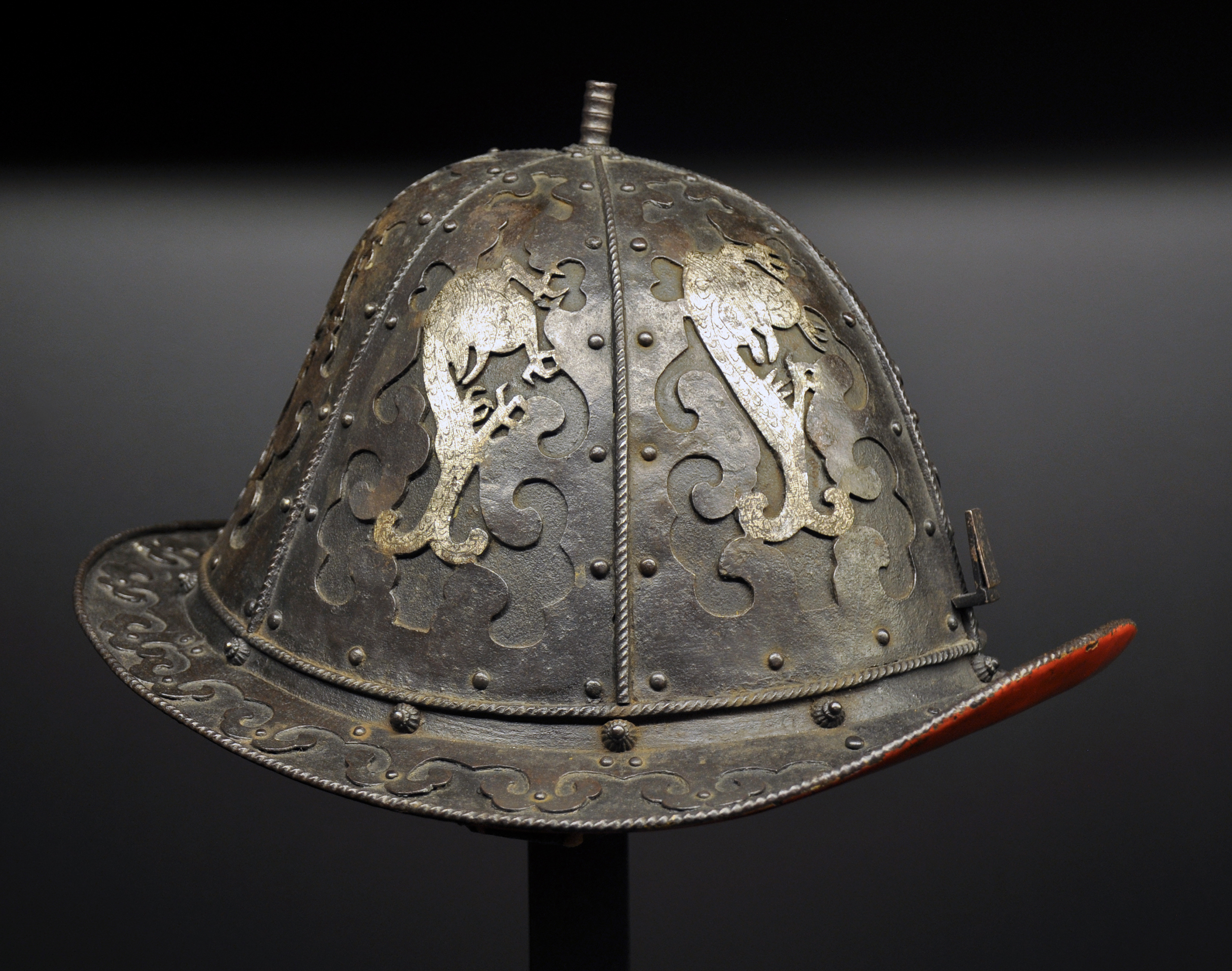
南蛮兜（ダラスのアン・アンド・ガブリエル・バービー＝ミュラー博物館）
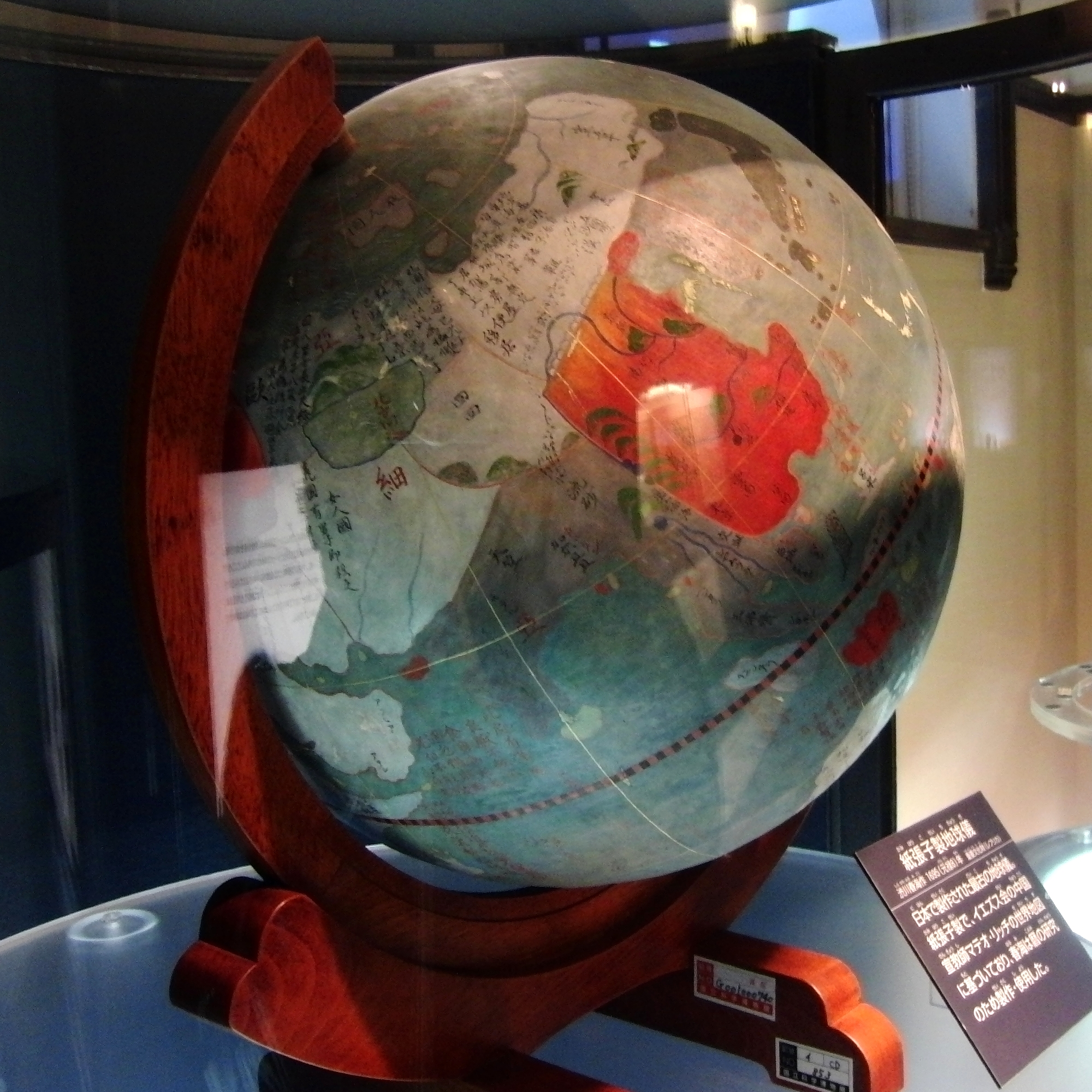
日本人制作の現存最古の地球儀（渋川春海作、1695年）